# Lanzenkirchen
Lanzenkirchen là một làng thuộc huyện Wiener Neustadt-Land trong bang Niederösterreich, Áo.